# Яким Митров
Яким Апостолов Митров е български просветен деец от Македония.

## Биография
Яким Митров е роден в кратовското село Талашманце, тогава в Османската империя. В 1900 година завършва с петнадесетия випуск Солунската българска мъжка гимназия. Става учител и 12 години до 1913 година преподава из Македония - в селата Лесново и Талашманци и в град Кратово. По време на освобождението на Македония в годините на Първата световна война (1915 – 1918) е секретар в Кратовското околийско управление и чиновник по държавните имоти в Кратово.
След загубата на войната от България и връщането на сръбските власти в Македония в 1918 година е арестуван и осъден на 20 години затвор. Лежи в Лепоглава до 22 декември 1924 година, когато е амнистиран. Умира на 16 февруари 1930 година от болест, получена в затвора.
На 2 февруари 1943 година вдовицата му Елена Якимова Апостолова, на 54 години, родена в Кратово и жителка на Кратово, подава молба за българска народна пенсия. Свидетели на молбата са Спиро Андонов Шатев, Иван Николов Пайтонджиев и Георги Петров Шатев от Кратово. Молбата е одобрена и пенсията е отпусната от Министерския съвет на Царство България.